# Veurey-Voroize
 Veurey-Voroize  es una población y comuna francesa, en la región de Ródano-Alpes, departamento de Isère, en el distrito de Grenoble y cantón de Fontaine-Sassenage.

## Demografía
| 436 | 521 | 661 | 1020 | 1080 | 1317 |
| Para los censos de 1962 a 1999 la población legal corresponde a la población sin duplicidades (Fuente: INSEE [Consultar]) |     |     |      |      |      |

Forma parte de la aglomeración urbana de Grenoble.